# 赤城湖水库
赤城湖水库是中国四川省遂宁市蓬溪县境内的一座水库，位于涪江支流文井河上，建于1977年。水库正常库容为2660万立方米，集雨面积为101平方千米，海拔为359米。